# Qədili (Samux)
Qədili è un comune dell'Azerbaigian situato nel distretto di Samux. Conta una popolazione di 328 abitanti.